# Coupe Spengler 2023
 (décembre 2023).
Les normes d'accessibilité du Web doivent être respectées sur les articles liés au hockey sur glace.
Les articles possédant ce bandeau sont listés dans la catégorie:Article hockey sur glace non accessible.
Les points d'amélioration suivants sont les cas les plus fréquents :
- Tableaux de données : utiliser les modèles préformatés déjà disponibles ou consulter l'aide ;
- Listes à puces : les listes à puces sont créées grâces aux astérisques. Il ne doit pas y avoir de ligne vide entre deux astérisques ;
- Langue : tout changement de langue doit être signalé grâce au modèle {{langue}} ou au paramètrelangue=quand le modèle {{Lien web}} est utilisé dans les références ;
- Alternative textuelle : toute image doit être accompagnée d'une description sommaire (à ne pas confondre avec la légende).

Voir aussi Wikipédia:Atelier accessibilité/Bonnes pratiques.
Nota : ce bandeau ne concerne pas les problèmes d'accessibilité dus aux modèles utilisés.
Navigation
Édition précédente Édition suivante
La Coupe Spengler 2023 est la 95e édition de la Coupe Spengler. Elle se déroule du 26 au 31 décembre 2023 à Davos, en Suisse.

## Modus
Les six équipes participantes sont d'abord réparties en deux poules de trois, le groupe Torriani et le groupe Cattini. Chacune des équipes rencontre ses deux autres adversaires. La première équipe de chaque groupe est directement qualifiée pour les demi-finales. Les quatre autres équipes disputent des quarts de finale, durant lesquelles le deuxième du groupe Cattini rencontre le troisième du groupe Torriani, et inversement. Le vainqueur de chacun de ces quarts de finale est qualifié pour les demi-finales. Les deux équipes victorieuses s'affrontent en finale, le 31 décembre à midi.

## Participants
- HC Ambrì-Piotta (NL)
- HC Davos (NL)
- HC Dynamo Pardubice (Extraliga)
- Équipe du Canada
- Frölunda HC (SHL)
- Kalevan Pallo (Liiga)

## Résultats

### Phase de groupes

#### Groupe Torriani
| Clt   | Équipe              | PJ | V | VP | VF | D | DP | DF | BP | BC | Pts |
| ----- | ------------------- | -- | - | -- | -- | - | -- | -- | -- | -- | --- |
| +001, | HC Dynamo Pardubice | 2  | 1 | 1  | 0  | 0 | 0  | 0  | 5  | 3  | 5   |
| +002, | HC Ambrì-Piotta     | 2  | 1 | 0  | 0  | 0 | 1  | 0  | 7  | 6  | 4   |
| +003, | KalPa               | 2  | 0 | 0  | 0  | 2 | 0  | 0  | 4  | 7  | 0   |

- Qualifié directement pour les demi-finales
- Qualifié pour les quarts de finale

| 26 décembre | HC Ambrì-Piotta | 2-3 (pr) (2-0, 0-1, 0-1, 0-1) | HC Dynamo Pardubice | Eisstadion Davos |

| Feuille de match | Feuille de match                                                                | Feuille de match    | Feuille de match                                                                              | Feuille de match |
| ---------------- | ------------------------------------------------------------------------------- | ------------------- | --------------------------------------------------------------------------------------------- | ---------------- |
|                  | Formenton (Dauphin) — 1 min 2 s Formenton (Virtanen, Dauphin) — 8 min 10 s (SN) | 1-0 2-0 2-1 2-2 2-3 | Paulovič ( Poulíček) — 29 min 18 s Zohorna (Kousal, Hájek) — 47 min 35 s Sedlák — 61 min 15 s |                  |
| Janne Juvonen    | Gardiens                                                                        | Roman Will          |                                                                                               |                  |
| 6 min            | Pénalités                                                                       | 4 min               |                                                                                               |                  |
|                  |                                                                                 |                     |                                                                                               |                  |

| 27 décembre | KalPa | 3-5 (0-1, 2-1, 1-3) | HC Ambrì-Piotta | Eisstadion Davos |

| Feuille de match | Feuille de match | Feuille de match                | Feuille de match | Feuille de match |
| ---------------- | --- | ------------------------------- | --- | ---------------- |
|                  | Korhonen (Lantta) — 22 min 1 s (IN) Kantner (Klemetti, Rissanen) — 36 min 36 s Korhonen (Sissons, Mäenpää) — 52 min 8 s (SN) | 0-1 1-1 1-2 2-2 2-3 2-4 3-4 3-5 | Formenton (Heed, Zwerger) — 18 min 28 s Lilja (Heed, Špaček) — 23 min 20 s (SN) Heed — 41 min 25 s (TP) Mueller (Formenton, Virtanen) — 44 min 15 s (SN) Dauphin (Formenton, Heed) — 58 min 23 s (CV) |                  |
| Stefanos Lekkas  | Gardiens | Benjamin Conz                   | |                  |
| 6 min            | Pénalités | 6 min                           | |                  |
|                  | |                                 | |                  |

| 28 décembre | HC Dynamo Pardubice | 2-1 (0-0, 0-0, 2-1) | KalPa | Eisstadion Davos |

| Feuille de match | Feuille de match                                                    | Feuille de match | Feuille de match                                | Feuille de match |
| ---------------- | ------------------------------------------------------------------- | ---------------- | ----------------------------------------------- | ---------------- |
|                  | Kousal (Radil, Zohorna) — 41 min 9 s Zohorna (Klouček) — 58 min 6 s | 1-0 1-1 2-1      | Klemetti (Sissons, Pitkänen) — 48 min 30 s (SN) |                  |
| Milan Klouček    | Gardiens                                                            | Juho Jatkola     |                                                 |                  |
| 45 min           | Pénalités                                                           | 10 min           |                                                 |                  |
|                  |                                                                     |                  |                                                 |                  |

#### Groupe Cattini
| Clt   | Équipe           | PJ | V | VP | VF | D | DP | DF | BP | BC | Pts |
| ----- | ---------------- | -- | - | -- | -- | - | -- | -- | -- | -- | --- |
| +001, | HC Davos         | 2  | 2 | 0  | 0  | 0 | 0  | 0  | 8  | 4  | 6   |
| +002, | Équipe du Canada | 2  | 1 | 0  | 0  | 1 | 0  | 0  | 7  | 4  | 3   |
| +003, | Frölunda HC      | 2  | 0 | 0  | 0  | 2 | 0  | 0  | 1  | 8  | 0   |

- Qualifié directement pour les demi-finales
- Qualifié pour les quarts de finale

| 26 décembre | Frölunda HC | 0-4 (0-2, 0-2, 0-0) | Équipe du Canada | Eisstadion Davos |

| Feuille de match | Feuille de match | Feuille de match | Feuille de match | Feuille de match |
| ---------------- | ---------------- | ---------------- | --- | ---------------- |
|                  |                  | 0-1 0-2 0-3 0-4  | Smith (Quenneville, Rizzo) — 16 min 58 s Hazen (Heatherington, Smith) — 18 min 9 s Knight (Hazen, Smith) — 32 min 45 s (SN) Hazen (Leslie, DiDomenico) — 34 min 57 s |                  |
| Frans Tuohimaa   | Gardiens         | Aaron Dell       | |                  |
| 31 min           | Pénalités        | 12 min           | |                  |
|                  |                  |                  | |                  |

| 27 décembre | HC Davos | 4-1 (1-0, 1-0, 2-1) | Frölunda HC | Eisstadion Davos |

| Feuille de match   | Feuille de match | Feuille de match    | Feuille de match                      | Feuille de match |
| ------------------ | --- | ------------------- | ------------------------------------- | ---------------- |
|                    | Rasmussen (Dahlbeck, Stránský) — 15 min 56 s Rasmussen (Andersson, Haapala) — 36 min 54 s (SN) Dahlbeck (Corvi, Olofsson) — 48 min 4 s Knak — 58 min 43 s (CV) | 1-0 2-0 2-1 3-1 4-1 | Borg (F. Hasla, Innala) — 46 min 27 s |                  |
| Sandro Aeschlimann | Gardiens | Lars Johansson      |                                       |                  |
| 2 min              | Pénalités | 4 min               |                                       |                  |
|                    | |                     |                                       |                  |

| 28 décembre | Équipe du Canada | 3-4 (1-0, 2-1, 0-3) | HC Davos | Eisstadion Davos |

| Feuille de match                        | Feuille de match | Feuille de match            | Feuille de match | Feuille de match |
| --------------------------------------- | --- | --------------------------- | --- | ---------------- |
|                                         | Jooris (Sceviour, Asselin) — 4 min 48 s Joly (Leslie, Quenneville) — 37 min 23 s Quenneville (Rizzo, Ang) — 39 min 2 s | 1-0 1-1 2-1 3-1 3-2 3-3 3-4 | Haapala (Rasmussen, Dahlbeck) — 30 min 54 s Fora (Olofsson, Wieser) — 41 min 25 s Ambühl (Haapala, Rasmussen) — 50 min 2 s Andersson (Wieser, Corvi) — 56 min 16 s |                  |
| Thomas Milic (47:46) Aaron Dell (10:13) | Gardiens | Gilles Senn                 | |                  |
| 12 min                                  | Pénalités | 12 min                      | |                  |
|                                         | |                             | |                  |

### Phase finale

#### Arbre final
|  | Quarts de finale    | Quarts de finale    | Quarts de finale    | Quarts de finale    |                  |          | Demi-finales     | Demi-finales     | Demi-finales     | Demi-finales     |  |  | Finale           | Finale           | Finale           | Finale           |
|  |                     |                     |                     |                     |                  |          |                  |                  |                  |                  |  |  |                  |                  |                  |                  |
|  |                     |                     |                     |                     |                  |          | 30 décembre 2023 | 30 décembre 2023 | 30 décembre 2023 | 30 décembre 2023 |  |  | 31 décembre 2023 | 31 décembre 2023 | 31 décembre 2023 | 31 décembre 2023 |
|  |                     |                     |                     |                     |                  |          | 30 décembre 2023 | 30 décembre 2023 | 30 décembre 2023 | 30 décembre 2023 |  |  | 31 décembre 2023 | 31 décembre 2023 | 31 décembre 2023 | 31 décembre 2023 |
|  |                     |                     |                     |                     |                  |          | 30 décembre 2023 | 30 décembre 2023 | 30 décembre 2023 | 30 décembre 2023 |  |  | 31 décembre 2023 | 31 décembre 2023 | 31 décembre 2023 | 31 décembre 2023 |
|  |                     |                     |                     |                     |                  |          | 30 décembre 2023 | 30 décembre 2023 | 30 décembre 2023 | 30 décembre 2023 |  |  | 31 décembre 2023 | 31 décembre 2023 | 31 décembre 2023 | 31 décembre 2023 |
|  |                     |                     |                     |                     |                  |          | 30 décembre 2023 | 30 décembre 2023 | 30 décembre 2023 | 30 décembre 2023 |  |  | 31 décembre 2023 | 31 décembre 2023 | 31 décembre 2023 | 31 décembre 2023 |
|  | HC Davos            | HC Davos            | 4 (Pr)              | 4 (Pr)              |                  |          |                  |                  |                  |                  |  |  | 31 décembre 2023 | 31 décembre 2023 | 31 décembre 2023 | 31 décembre 2023 |
|  | HC Davos            | HC Davos            | 4 (Pr)              | 4 (Pr)              | 29 décembre2023  |          |                  |                  |                  |                  |  |  | 31 décembre 2023 | 31 décembre 2023 | 31 décembre 2023 | 31 décembre 2023 |
|  |                     |                     | Frölunda HC         | Frölunda HC         | 3                | 3        |                  |                  |                  |                  |  |  | 31 décembre 2023 | 31 décembre 2023 | 31 décembre 2023 | 31 décembre 2023 |
|  | HC Ambrì-Piotta     | HC Ambrì-Piotta     | Frölunda HC         | Frölunda HC         | 3                | 3        | 0                | 0                |                  |                  |  |  | 31 décembre 2023 | 31 décembre 2023 | 31 décembre 2023 | 31 décembre 2023 |
|  | HC Ambrì-Piotta     | HC Ambrì-Piotta     | 30 décembre 2023    |                     |                  |          | 0                | 0                |                  |                  |  |  | 31 décembre 2023 | 31 décembre 2023 | 31 décembre 2023 | 31 décembre 2023 |
|  | Frölunda HC         | Frölunda HC         | 5                   | 5                   |                  |          |                  |                  |                  |                  |  |  | 31 décembre 2023 | 31 décembre 2023 | 31 décembre 2023 | 31 décembre 2023 |
|  | Frölunda HC         | Frölunda HC         | 5                   | 5                   | HC Davos         | HC Davos | 5                | 5                |                  |                  |  |  |                  |                  |                  |                  |
|  |                     |                     |                     |                     | HC Davos         | HC Davos | 5                | 5                |                  |                  |  |  |                  |                  |                  |                  |
|  |                     |                     | HC Dynamo Pardubice | HC Dynamo Pardubice | 3                | 3        |                  |                  |                  |                  |  |  |                  |                  |                  |                  |
|  |                     |                     |                     |                     | 3                | 3        |                  |                  |                  |                  |  |  |                  |                  |                  |                  |
|  |                     |                     |                     |                     |                  |          |                  |                  |                  |                  |  |  |                  |                  |                  |                  |
|  |                     |                     |                     |                     |                  |          |                  |                  |                  |                  |  |  |                  |                  |                  |                  |
|  | HC Dynamo Pardubice | HC Dynamo Pardubice | 4                   | 4                   |                  |          |                  |                  |                  |                  |  |  |                  |                  |                  |                  |
|  | HC Dynamo Pardubice | HC Dynamo Pardubice | 4                   | 4                   | 29 décembre 2023 |          |                  |                  |                  |                  |  |  |                  |                  |                  |                  |
|  |                     |                     | Équipe du Canada    | Équipe du Canada    | 3                | 3        |                  |                  |                  |                  |  |  |                  |                  |                  |                  |
|  | Kalevan Pallo       | Kalevan Pallo       | Équipe du Canada    | Équipe du Canada    | 3                | 3        | 3                | 3                |                  |                  |  |  |                  |                  |                  |                  |
|  | Kalevan Pallo       | Kalevan Pallo       |                     |                     |                  |          |                  | 3                |                  |                  |  |  |                  |                  |                  |                  |
|  | Équipe du Canada    | Équipe du Canada    | 6                   | 6                   |                  |          |                  |                  |                  |                  |  |  |                  |                  |                  |                  |
|  | Équipe du Canada    | Équipe du Canada    | 6                   | 6                   |                  |          |                  |                  |                  |                  |  |  |                  |                  |                  |                  |
|  |                     |                     |                     |                     |                  |          |                  |                  |                  |                  |  |  |                  |                  |                  |                  |

#### Quarts de finale
| 29 décembre | HC Ambrì-Piotta | 0-5 (0-0, 0-2, 0-3) | Frölunda HC | Eisstadion Davos |

| Feuille de match | Feuille de match | Feuille de match    | Feuille de match | Feuille de match |
| ---------------- | ---------------- | ------------------- | --- | ---------------- |
|                  |                  | 0-1 0-2 0-3 0-4 0-5 | 31:17 – Öberg (Künzle) / 39:18 – Friberg (Strömwall, Tömmernes) (SN) / 44:11 – F. Hasa (Innala, Borg) / 45:23 – Innala (Tömmernes, Strömwall) (SN) / 51:11 – Dower Nilsson (Folin, Lasu) |                  |
| Janne Juvonen    | Gardiens         | Lars Johansson      | |                  |
| 12 min           | Pénalités        | 8 min               | |                  |
|                  |                  |                     | |                  |

| 29 décembre | KalPa | 3-6 (2-0, 1-0, 3-3) | Canada | Eisstadion Davos |

| Feuille de match | Feuille de match                                                                                       | Feuille de match                    | Feuille de match | Feuille de match |
| ---------------- | --- | ----------------------------------- | --- | ---------------- |
|                  | Sissons (Räsänen) – 46:09 Rissanen (Klemetti, Kapanen) – 52:53 Simontaival (Rissanen, Räsänen) – 57:34 | 0-1 0-2 0-3 0-4 0-5 1-5 2-5 3-5 3-6 | 03:48 – Ang (Grant, Morley) (SN) / 05:08 – Quenneville (LaLeggia) / 38:44 – DiDomenico (Leslie, Audette) (SN) / 41:36 – Hazen (Knight, DiDomenico) / 42:04 – Asselin (Smith, Quenneville) / 59:18 – DiDomenico (Knight) (CV) |                  |
| Juha Jatkola     | Gardiens                                                                                               | Aaron Dell                          | |                  |
| 4 min            | Pénalités                                                                                              | 8 min                               | |                  |
|                  | |                                     | |                  |

#### Demi-finales
| 30 décembre | HC Davos | 4-3 (pr) (1-1, 2-1, 0-1) (Pr: 1-0) | Frölunda HC | Eisstadion Davos |

| Feuille de match   | Feuille de match                                                                                        | Feuille de match            | Feuille de match                                                                                         | Feuille de match |
| ------------------ | --- | --------------------------- | --- | ---------------- |
|                    | Andersson (Bristedt, Nordström) – 04:14 Rasmussen (Haapala, Jung) – 23:33 Corvi – 35:32 Haapala – 60:51 | 1-0 1-1 1-2 2-2 3-2 3-3 4-3 | 14:55 – Borg (Halbgewachs, Innala) / 22:03 – Klingberg (Lasu) / 52:56 – Strömwall (Högberg, Innala) (SN) |                  |
| Sandro Aeschlimann | Gardiens                                                                                                | Lars Johansson              | |                  |
| 4 min              | Pénalités                                                                                               | 28 min                      | |                  |
|                    | |                             | |                  |

| 30 décembre | HC Dynamo Pardubice | 4-3 (0-0, 1-2, 3-1) | Canada | Eisstadion Davos |

| Feuille de match | Feuille de match | Feuille de match            | Feuille de match                                                                                | Feuille de match |
| ---------------- | --- | --------------------------- | ----------------------------------------------------------------------------------------------- | ---------------- |
|                  | Radil (Košťálek, Kousal) – 24:37 Radil (Čerešňák, Kaut) (SN) – 56:04 Kaut (Košťálek, Cienciala) – 58:37 Paulovič (Zohorna) – 59:21 | 0-1 1-1 1-2 1-3 2-3 3-3 4-3 | 20:24 – Hazen (DiDomenico, Benn) / 39:58 – Grant (Quenneville, Smith) (SN) / 42:00 – Grant (IN) |                  |
| Milan Klouček    | Gardiens | Aaron Dell                  |                                                                                                 |                  |
| 14 min           | Pénalités | 47 min                      |                                                                                                 |                  |
|                  | |                             |                                                                                                 |                  |

#### Finale
| 31 décembre | HC Davos | 5-3 (1-0, 2-2, 2-1) | HC Dynamo Pardubice | Eisstadion Davos |

| Feuille de match   | Feuille de match | Feuille de match                | Feuille de match | Feuille de match |
| ------------------ | ---------------- | ------------------------------- | ---------------- | ---------------- |
|                    |                  | 1-0 2-0 2-1 2-2 3-2 4-2 5-2 5-3 |                  |                  |
| Sandro Aeschlimann | Gardiens         | Milan Kloucek                   |                  |                  |
| 4min min           | Pénalités        | 6min min                        |                  |                  |
|                    |                  |                                 |                  |                  |

## Équipe d'étoiles
Chaque année, une équipe type du tournoi est constituée avec les meilleurs joueurs des six équipes.
| Position         | Joueur             | Équipe   |
| ---------------- | ------------------ | -------- |
| Gardien          | Sandro Aeschlimann | HC Davos |
| Défenseur droit  |                    |          |
| Défenseur gauche |                    |          |
| Attaquant droit  |                    |          |
| Centre           |                    |          |
| Attaquant gauche |                    |          |